# Pilane Station
Pilane Station – wieś w Botswanie w dystrykcie Kgatleng. Według spisu ludności z 2011 roku wieś liczyła 1795 mieszkańców.